# 齐里王朝
齐里王朝是来自现代阿尔及利亚桑哈贾柏柏尔王朝，从972年至1014年统治中部马格里布，从972年至1148 年统治易弗里基叶（东马格里布）。齐里家族是法蒂玛王朝军事领袖、王朝创始人齐里·伊本·马纳德的后裔，是以法蒂玛王朝名义进行统治的埃米尔。齐里德王朝通过军事征服逐渐在易弗里基叶建立了自治权，直到11世纪中叶正式与法蒂玛王朝决裂。齐里埃米尔的统治开启了北非历史上政治权力由穆拉比特王朝、穆瓦希德王朝、扎亚尼德王朝、马林苏丹国及哈夫斯王朝等柏柏尔王朝掌握的时期。